# Taylor Ruck
Taylor Madison Ruck, född 28 maj 2000, är en kanadensisk simmare med flera meriter från OS, VM och andra internationella tävlingar. En stor del av medaljerna är från lagkapper, men hon har också ett antal individuella medaljer, i frisim och ryggsim, från internationella mästerskap. 

## Karriärens höjdpunkter
I junior-VM i Singapore tog hon sex medaljer, däribland guld på både 100 och 200 meter frisim. Året därpå deltog hon i sommar-OS i Rio de Janeiro, blott sexton år gammal, och tog där brons tillsammans med sina lagkamrater på både 4x100 och 4x200 meter frisim.
Ett par år senare tog hon hela åtta medaljer vid Samväldesspelen 2018 som hölls i Gold Coast, Australien. Hon fick med sig ett guld, fem silver och två brons. 
I sim-VM 2022 tog hon sex medaljer, alla i lagkapp, varav tre i kortbana och tre i långbana.